# Wasilij Karazin

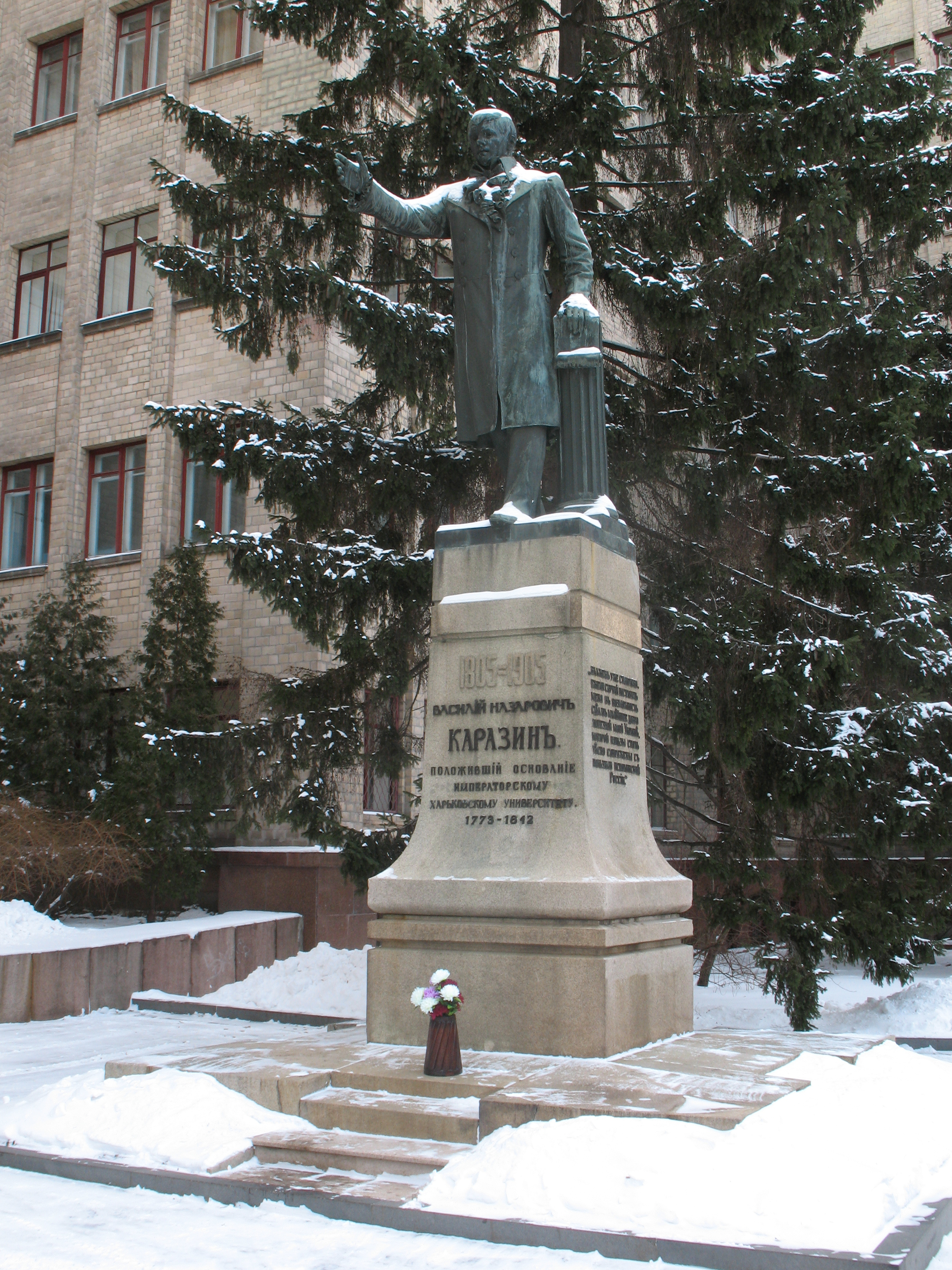
Pomnik w Charkowie

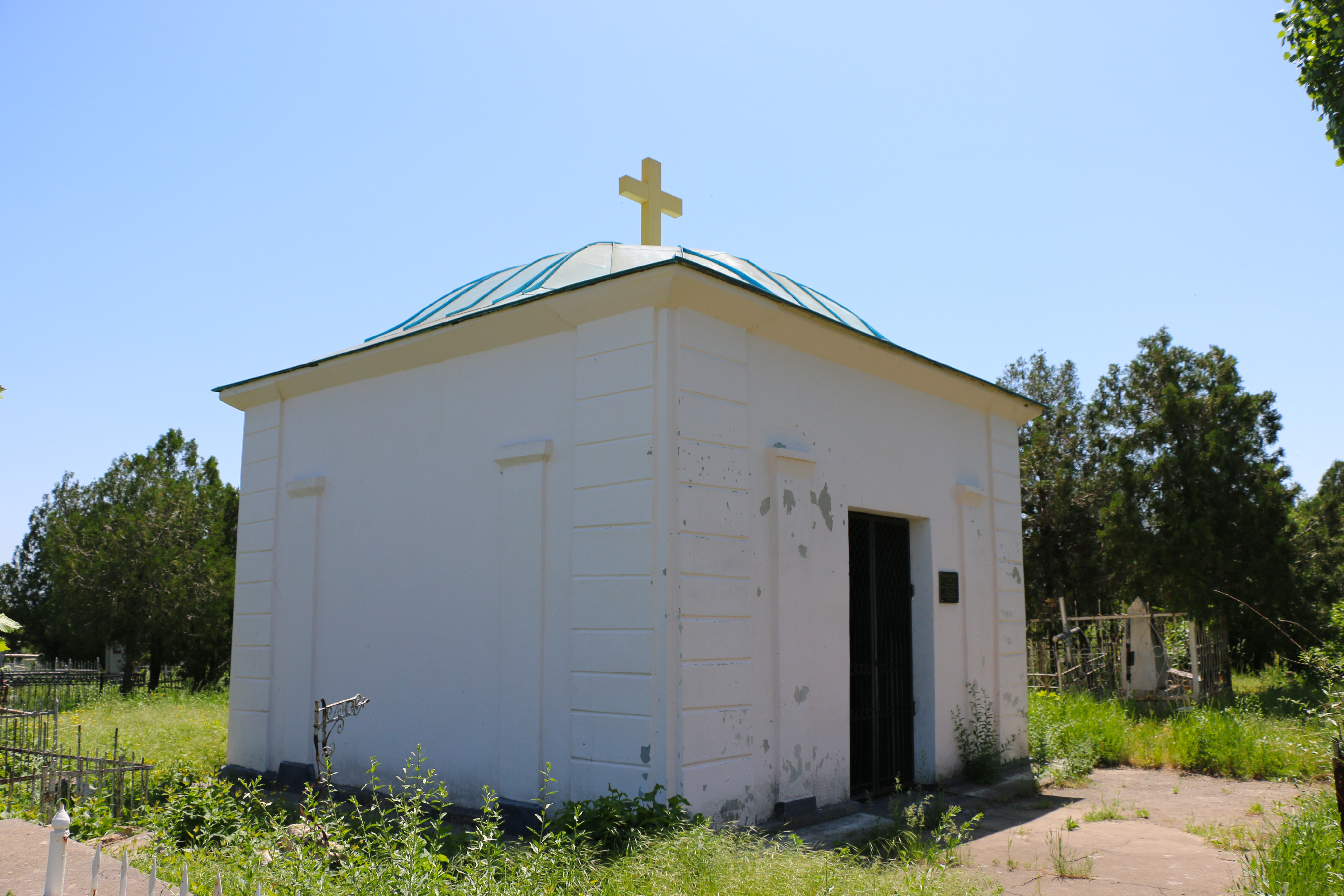
Grobowiec w Mikołajowie

Wasilij Nazarowicz Karazin (ros. Василий Назарович Каразин, ur. 19 stycznia?/30 stycznia 1773 w Kruczyku w rejonie bohoduchiwskim, zm. 23 października?/4 listopada 1842 w Mikołajowie) – ukraiński naukowiec, wynalazca, reformator, działacz społeczny, inicjator powstania jednego z pierwszych w Europie Ministerstwa Edukacji, założyciel Uniwersytetu Charkowskiego, który nosi obecnie jego imię.

## Życiorys
Jego pradziad, Grigorij Karadży, był Grekiem, który przeprowadził się na teren Imperium Rosyjskiego w czasach Piotra I. Jego ojciec był wojskowym w służbie carskiej i walczył m.in. w wojnie siedmioletniej i wojnie rosyjsko-tureckiej, za co w 1770 caryca Katarzyna II nadała mu majątek Kruczyk. Jego matką była Warwara Kowalenko wywodząca się z kozackiej rodziny ukraińskiej.
Według legendy nauczycielem domowym jego i jego brata, Iwana, był Hryhorij Skoworoda. Otrzymał wykształcenie podstawowe w prywatnej pensji w Charkowie. W wieku 10 lat hrabia Rumiancew zaciągnął go do pułku kirasjerów, a w 1791 zaciągnął się samodzielnie jako sierżant do Lejb-Gwardyjskiego Siemionowskiego Pułku w Sankt Petersburgu. Nie pociągała go jednak rodzinna kariera wojskowa, ale naukowa. Uczęszczał na wykłady w Szkole Górniczej, gdzie doskonalił swoją wiedzę z matematyki, fizyki, chemii i medycyny. Pod wpływem wydarzeń rewolucji francuskiej, jesienią 1795 postanowił odejść ze służby wojskowej i powrócić na Ukrainę do swojej posiadłości w Kruczyku. W 1796 poślubił czternastoletnią chłopkę pańszczyźnianą Domnę, uczennicę matki, co wywołało sprzeciw rodziny.
Po objęciu władzy w Rosji przez Pawła I, który tępił wolnomyślicielstwo i wprowadzał cenzurę, postanowił przedostać się za granicę. Z żoną przeszedł granicę pod Pskowem. Nad brzegiem Niemna został jednak schwytany i wraz z małżonką uwięziony, najpierw w Twierdzy Wileńskiej, a potem w Petersburgu. Nie mogąc znieść stresu, jego żona zmarła podczas porodu. Wasilij Karazin napisał wówczas list do cara, w którym wskazał na jego okrucieństwo. Pismo to wywarło wpływ na carze, który mianował go skarbnikiem i dyrektorem komisji lekarskiej oraz tłumaczem akademickim. W krótkim czasie napisał fundamentalną pracę Historia medycyny w Rosji oraz traktat historyczny i polityczny O przyczynach stopniowego spadku kursu walutowego (rubla) i środkach jego podniesienia.
Po objęciu władzy przez Aleksandra I przedstawił nowemu, liberalnie usposobionemu władcy, program reform administracji publicznej, gospodarki i kultury, napisał o potrzebie stopniowego zniesienia pańszczyzny, wprowadzenia własności prywatnej, poprawy warunków dla rozwoju rolnictwa, przemysłu, handlu zagranicznego i krajowego. Car udzielił mu wówczas rzadkiego przywileju pisania bezpośrednio do niego, z pominięciem biura. Otrzymał rangę doradcy akademickiego, a związek z carem nabrał charakteru przyjacielskiego. W 1802 utworzono z jego inicjatywy Ministerstwo Edukacji Publicznej, które nie miało analogii wówczas odpowiednika w żadnym kraju europejskim. Dzięki Karazinowi otwarto w 1803 uniwersytet w Charkowie w miejsce planowanego w Kijowie.
Mimo swego oddania utracił sympatię cara i w 1804 został usunięty ze spraw uniwersyteckich i zwolniony z Ministerstwa Edukacji. Zamieszkał wówczas na powrót w swej posiadłości w Kruczyku, gdzie założył pierwszą na Ukrainie szkołę dla chłopów i przeprowadził częściową parcelację majątku. Jego drugą żoną została Aleksandra Wasiljewna Blankennagel, której dziadkiem był historyk Iwan Golikow, którego dużą bibliotekę odziedziczył. Zajął się uzasadnieniem utworzenia sieci stacji meteorologicznych w całej Rosji i poprosił cara o wsparcie w zakresie badania elektryczności atmosferycznej. Nie otrzymał wówczas pomocy w żadnym z tych zakresów. Skonstruował w tym czasie prototyp silnika parowego, który również nikogo nie zainteresował, podobnie jak koncepcja centralnego ogrzewania parowego. W 1814 opracował metodę otrzymywania azotanu do nawożenia przez elektrolizę. Wytwarzał też leki i chemikalia. Usprawniał procesy wytwarzania świec z wosku, wydobywania wapna, produkcji oleju roślinnego, mydła i cementu. Zaproponował również nowy sposób garbowania skóry, hodował nowe odmiany pszenicy, jęczmienia i żyta, jak również badał metody uzyskiwania alkoholu z ziemniaków. Opracował nowe metody konserwowania i suszenia owoców i balsamowania zwierząt. Był honorowym członkiem siedmiu towarzystw naukowych w Rosji, został wybrany w różnych latach członkiem zarządów uniwersytetów w Moskwie i Charkowie, Moskiewskiego Towarzystwa Przyrodników, Towarzystwa Literatury Rosyjskiej na Uniwersytecie Moskiewskim, Towarzystwa Historii i Starożytności i innych. W 1811 założył w Charkowie stowarzyszenie filotechniczne, które obejmowało właścicieli ziemskich z różnych prowincji Ukrainy. 26 listopada 1820 był więziony przez sześć miesięcy w twierdzy szlisselburskiej, a następnie zesłany do wsi rodzinnej. Do śmierci nie wolno mu było mieszkać w Moskwie i Petersburgu z powodu reformistycznych poglądów na temat porządku społecznego w Rosji i roli cara.
W ostatnich latach pobytu w Kruczyku zajmował się uprawą winorośli i winiarstwem, przy czym wprowadzał w tym zakresie nowe metody produkcyjne. Testował swoje pomysły na Krymie. Jesienią 1842, wracając do domu, przemókł i przeziębił się. Udało mu się jeszcze ukończyć raport z podróży krymskiej zatytułowany Bezstronny widok południowego brzegu Taurydu i jego produktów. Zmarł w Mikołajowie w obecności swojego syna. Został pochowany na cmentarzu cywilnym w Mikołajowie. Najdokładniejszy opis działalności Karazina podał jego biograf, pisarz ukraińskiego pochodzenia Grigorij Danilewski w książce Ukraińska starożytność. Materiały na temat historii, literatury ukraińskiej i edukacji publicznej (Charków, 1866). Danilewski nazwał go żarliwym ukraińskim Łomonosowem.